# Tungenes fyr
Tungenes fyr är en tidigare bemannad fyr i Randabergs kommun i Rogaland fylke i Norge som förvaltas av Jærmuseet och används som 
museum, galleri, mötes- och konsertlokal.
Den första fyren på platsen var ett enkelt talgljus i fönstret på gården Tunge. Den tändes första gången år 1828 och passades av sonen i huset. Ljuset skulle först bara brinna under januari och februari. Trots att säsongen förlängdes in i mars och ljuset byttes ut mot en fotogenlampa beklagade sig fiskarna och krävde att myndigheterna skulle bygga en bättre fyr.
År 1860 uppdrog Stortinget åt 
Fyrvesenet att bygga en fyr. De köpte en tomt några hundra meter från den första fyren och lät bygga en enkel fyrbyggnad utan torn. Fyren tändes första gången den 1 september 1862 och skulle vara tänd hela året utom på sommaren. År 1898 byggdes ett torn med en kraftigare fyrlykta med färgade sektorer och en fresnel-lins av femte storleken.
Fyren fick elektricitet från fastlandet år 1931 och fresnel-linsen byttes ut mot en större. Den försågs med en mistlur två år senare och år byggdes en ny bostad åt de tre fyrvaktarnas familjer.
Fyren avbemannades och ersattes av en enklare fyr år 1984. Fem år senare övertogs den av kommunen och år 1998 skyddades den enligt lag.